# Kroszyn

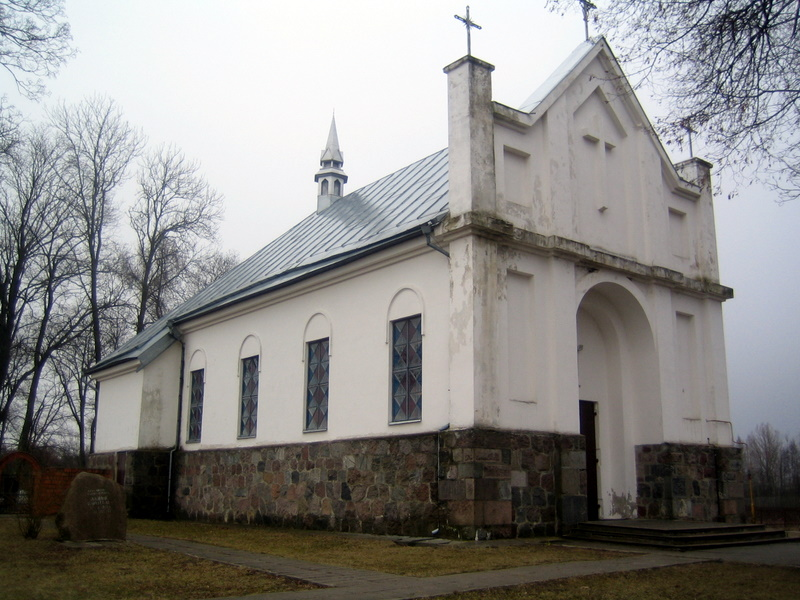
Kościół Bożego Ciała w Kroszynie

Kroszyn (biał. Крошын) – wieś (dawniej miasteczko) na Białorusi, w obwodzie brzeskim, w rejonie baranowickim. Położony jest na prawym brzegu rzeki Szczary, lewym dopływie Niemna. 730 mieszkańców (2010), 266 gospodarstw domowych (2005). Siedziba parafii prawosławnej (pw. św. Pantelejmona) i rzymskokatolickiej (pw. Bożego Ciała).
Wieś magnacka położona była w końcu XVIII wieku w powiecie nowogródzkim województwa nowogródzkiego.
W XIX w. w powiecie nowogródzkim.
W II Rzeczypospolitej w woj. nowogródzkim, w powiecie baranowickim. Należał do gminy Stołowicze. W 1921 roku liczył 411 mieszkańców. Po wojnie wieś weszła w struktury administracyjne Związku Radzieckiego.
W średniowieczu Kroszyn był siedzibą rodową książąt Kroszyńskich.
Znajdują się tu cerkiew, kościół oraz przystanek kolejowy Kroszyn na linii Moskwa – Mińsk – Brześć.